# 龙汉荣
龙汉荣（1954年12月—），湖南醴陵人。中国共产党党员。中国人民解放军南京高级指挥学院军事指挥专业毕业。历任中国人民武装警察部队126师参谋长、副师长等职。1999年9月任武警湖南总队参谋长，2002年任总队长；2007年3月调任武警广东总队总队长。2009年12月出任中国人民武装警察部队工程学院（后改中国人民武装警察部队工程大学）院长。2003年7月晋升武警少将警衔。2014年8月退休。